# Myrioblephara brunnescens
Myrioblephara brunnescens är en fjärilsart som beskrevs av Louis Beethoven Prout 1916. Myrioblephara brunnescens ingår i släktet Myrioblephara och familjen mätare. Inga underarter finns listade i Catalogue of Life.